# Constrictor
Constrictor je šestnácté (deváté sólové) studiové album Alice Coopera. Album vyšlo v září 1986 pod značkou MCA Records a jeho producentem byl Beau Hill.

## Seznam skladeb
| Pořadí         | Název                               | Autor                    | Délka |
| -------------- | ----------------------------------- | ------------------------ | ----- |
| 1.             | Teenage Frankenstein                | Cooper, Roberts          | 3:40  |
| 2.             | Give It Up                          | Cooper, Roberts          | 4:13  |
| 3.             | Thrill My Gorilla                   | Cooper, Roberts          | 2:56  |
| 4.             | Life and the Death of the Party     | Cooper, Roberts          | 3:45  |
| 5.             | Simple Disobedience                 | Cooper, Roberts          | 3:30  |
| 6.             | The World Needs Guts                | Cooper, Roberts          | 3:59  |
| 7.             | Trick Bag                           | Cooper, Roberts, Kelly   | 4:18  |
| 8.             | Crawlin'                            | Cooper, Roberts, Wagener | 3:22  |
| 9.             | The Great American Success Story    | Cooper, Roberts, Hill    | 3:38  |
| 10.            | He's Back (The Man Behind the Mask) | Cooper, Roberts, Kelly   | 3:49  |
| Celková délka: | Celková délka:                      | Celková délka:           | 37:07 |

## Obsazení
- Alice Cooper – zpěv
- Kane Roberts – baskytara, kytara, klávesy, doprovodný zpěv
- Paul Delph – klávesy, doprovodný zpěv
- Beau Hill - doprovodný zpěv
- Tom Kelly – doprovodný zpěv
- Donnie Kisselbach – baskytara
- David Rosenberg – bicí
- Kip Winger – baskytara